# Josephine Preston Peabody
Josephine Preston Peabody (ur. 30 maja 1874, zm. 4 grudnia 1922) – amerykańska poetka i dramatopisarka.

## Życiorys
Josephine Preston Peabody urodziła się w Nowym Jorku 30 maja 1874. Do 1884 wychowywała się na Brooklynie. Kiedy ojciec pisarki zmarł, sytuacja finansowa rodziny uległa drastycznemu pogorszeniu. Przenieśli się wtedy do babci ze strony matki do Dorchester w stanie Massachusetts. Dalsza edukacja Josephine stanęła pod znakiem zapytania, chociaż ukończyła zaledwie trzy klasy Girls’ Latin School w Bostonie. Nieoczekiwanie literackie zdolności dziewczynki pomogły jej w dalszej nauce. Kiedy miała 14 lat, opublikowała w The Woman’s Journal swój pierwszy wiersz. Gdy dalsze jej utwory zostały w 1894 przyjęte do druku w Atlantic Monthly i Scribner’s Magazine, młoda poetka uzyskała prywatne stypendium do Radcliffe College w Cambridge.  W latach 1901–1903 prowadziła wykłady w Wellesley College w Massachusetts. W 1906 poślubiła Lionela S. Marksa, profesora inżynierii z Harvardu. Zmarła 4 grudnia 1922 w Cambridge.

## Twórczość
Josephine Preston Peabody zadebiutowała tomikiem wierszy The Wayfarers, opublikowanym w 1898. W 1900 wydała sztukę Fortune and Men’s Eyes opartą na sonetach Szekspira. W rok później przedstawiła dramat Marlowe poświęcony osobie elżbietańskiego dramaturga Christophera Marlowe’a. Po powrocie z podróży po Europie poetka wydała w 1903 tomik The Singing Leaves: A Book of Songs and Spells. W 1908 opublikowała zbiorek wierszy dla dzieci The Book of the Little Past. W 1909 wydała sztukę The Piper. Stanowi ona opracowanie znanej legendy o Fleciście z Hameln. Jej wczesne wiersze wykazują wpływ Williama Szekspira, Roberta Browninga i prerafaelitów, zwłaszcza Christiny Rossetti. Poza tym wydała dramaty The Wings (1907), The Wolf of Gubbio (o świętym Franciszku, 1913), The Chameleon (1917) i Portrait of Mrs. W. (o Mary Wollstonecraft, 1922). Oprócz tego opublikowała tomy wierszy The Singing Man (1911) i Harvest Moon (1916). W 1927 ukazało się zbiorowe wydanie dzieł dramatycznych autorki ze wstępem George’a P. Bakera.

## Utwory Josephine Preston Peabody
- Josephine Preston Peabody: The Wayfarers. Archive.org, 1898. [dostęp 2017-04-05]. (ang.).
- Josephine Preston Peabody: Fortune and Men's Eyes: New Poems with a Play. Archive.org, 1900. [dostęp 2017-04-05]. (ang.).
- Josephine Preston Peabody: Marlowe. A Drama in Five Acts. Archive.org, 1901. [dostęp 2017-04-05]. (ang.).
- Josephine Preston Peabody: The Singing Leaves: A Book of Songs and Spells. Archive.org, 1903. [dostęp 2017-04-04]. (ang.).
- Josephine Preston Peabody: The Piper, a Play in Four Acts. Archive.org, 1910. [dostęp 2017-04-05]. (ang.).
- Josephine Preston Peabody: The Singing Man; a Book of Songs and Shadows. Archive.org, 1911. [dostęp 2017-04-05]. (ang.).
- Josephine Preston Peabody: The Wolf of Gubbio; a Comedy in Three Acts. Archive.org, 1913. [dostęp 2017-04-05]. (ang.).
- Josephine Preston Peabody: Harvest Moon. Archive.org, 1916. [dostęp 2017-04-05]. (ang.).
- Josephine Preston Peabody: The Wings, a Drama in One Act. Archive.org, 1917. [dostęp 2017-04-05].
- Josephine Preston Peabody: The Collected Plays of Josephine Preston Peabody. Archive.org, 1927. [dostęp 2017-04-05].
- Josephine Preston Peabody: Poems. poetry-archive.com. [dostęp 2017-04-05]. (ang.).